# Веприк (Полтавская область)

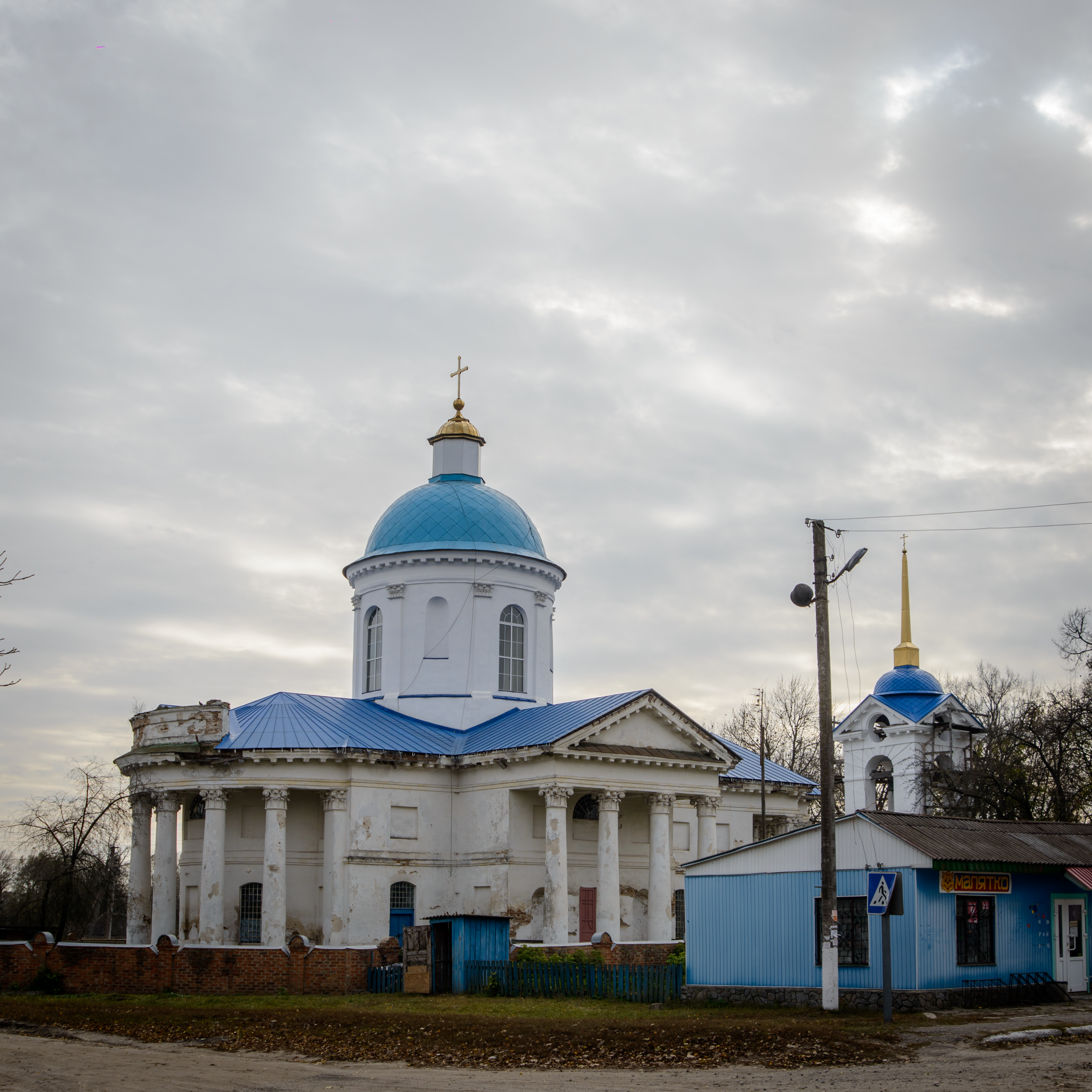
Успенская церковь

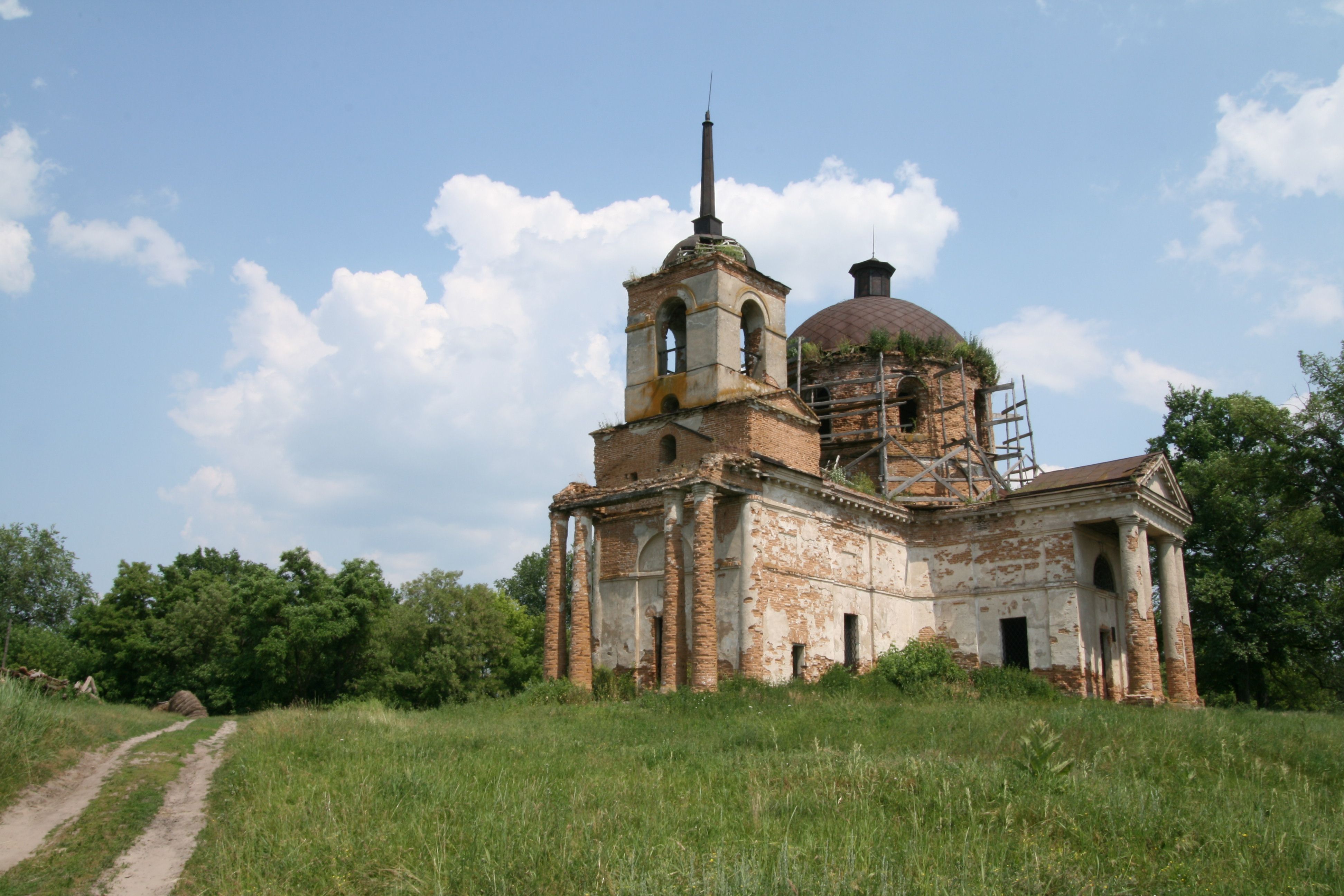
Николаевская церковь

Веприк (укр. Веприк) — село, являющееся административным центром Веприкского сельского совета Миргородского района Полтавской области Украины.
Код КОАТУУ — 5320482001. Население по переписи 2001 года составляло 2915 человек.

## Географическое положение
Село Веприк находится на левом берегу реки Псёл,
выше по течению на расстоянии в 4,5 км расположено село Бобрик,
ниже по течению на расстоянии в 8 км расположено село Вельбовка,
на противоположном берегу — село Кнышовка.
Река в этом месте извилистая, образует лиманы, старицы и заболоченные озёра.
По селу протекает пересыхающая речушка Веприк с запрудой.
Через село проходит автомобильная дорога Т-1705.

## История
Древнейшее поселение, которое стало основой Веприка, возникло на высоком правом берегу одноимённой реки. Древние валы, которые пролегали вблизи сёл Лютеньки и Веприк (о них упоминают в своих трудах историки А. Ф. Шафонский и В. Г. Ляскоронский), являются остатками пограничных укреплений, которые проходили здесь в XVI веке между Русским царством и Речью Посполитой.
Село Веприк впервые упоминается в письменных исторических источниках первой четверти XVII века. Село входило в состав Веприцкой сотни Гадячского полка (до 1782). Жители Веприка принимали активное участие в восстании Хмельницкого 1648—1654 годов против польского гнёта, в битве под Зборовом 1649 года. По переписи 1654 в Веприке жило 1508 жителей, из них 700 казаков и 800 мещан. В 1658 город был сожжён татарами, которых позвал гетман Иван Выговский.
Во время Северной войны на рубеже 1708—1709 годов Веприкский гарнизон, состоявший из 1100 русских солдат и нескольких сот казаков Харьковского полка, более 2-х недель выдерживал осаду армии шведского короля Карла XII и гетмана И. Мазепы. Понеся ощутимые потери, нападавшие овладели Веприком и сожгли его. В память об этой битве установлен памятный знак.
В 1812 году в Веприке проходило формирование 9-го Полтавского полка народного ополчения. Веприцкий казацкий полк (командир — майор Товбич) имел в то время в своём составе 638 человека и 498 лошадей.
По переписи 1859 в Веприке было 545 дворов, 4027 жителей, 4 церкви, из которых 2 каменные — Николаевская и Успенская (построены в 1823 и в 1837), и 2 деревянные: Георгиевская и Троицкая (1787, 1793), проходило по 4 ярмарки в год.
В 1764 году российская императрица Екатерина II подарила село последнему гетману Войска Запорожского, генерал-фельдмаршалу Кириллу Разумовскому.

## Объекты социальной сферы
- Детский сад.
- Школа.
- Профессионально-техническое училище № 42.
- Веприкский краеведческий музей.
- Больница.
- Стадион.

## Достопримечательности
- Старые земляные валы в окрестностях села — остатки пограничных укреплений XVI века между Речью Посполитой и Русским царством.
- Архитектурные памятники — Успенская (1815—1821 гг.) и Николаевская (1823 г.) церкви, построенные в стиле классицизма.
- Братская могила советских воинов.

## Известные люди
- Амбодик-Максимович Нестор Максимович (1744—1812) — российский учёный-акушер, медик, педиатр, ботаник, фитотерапевт, геральдист. Доктор Страсбургского университета, профессор акушерства. Родился в селе Веприк.
- Духов Николай Леонидович (1904—1964) — советский конструктор бронетехники, ядерного и термоядерного оружия, трижды Герой Социалистического Труда. Родился в селе Веприк.
- Куц, Владимир Терентьевич (род. 1927) — советский солдат, участник Великой Отечественной войны в составе армий США и СССР; кавалер медали «Пурпурное сердце». Родился в селе Веприк.